# Derde klasse 1973-74 (voetbal België)
Het seizoen 1973/74 van de Belgische Derde Klasse ging van start op 1 september 1973 en eindigde op 30 mei 1974. K. Waterschei SV Thor won in Derde Klasse A, KVG Oostende won in Derde Klasse B.
Door de uitbreiding van het aantal teams in Eerste Klasse promoveerden er dit seizoen vijf teams. Naast de twee kampioenen promoveerden de twee vice-kampioenen en de winnaar van de eindronde.

## Gedegradeerde teams
Deze teams waren gedegradeerd uit de Tweede Klasse voor de start van het seizoen:
- R. Tilleur FC (rechtstreeks)
- RAA Louviéroise (rechtstreeks)

## Gepromoveerde teams
Deze teams waren gepromoveerd uit de Vierde Klasse voor de start van het seizoen:
- AS Herstalienne (kampioen 4A)
- KFC Eendracht Zele (kampioen 4B)
- Hoeselt VV (kampioen 4C)
- FC Denderleeuw (kampioen 4D)
- R. Dinant FC (winnaar eindronde)

## Promoverende teams
Deze teams promoveerden naar Tweede Klasse op het eind van het seizoen:
- K. Waterschei SV Thor (kampioen 3A)
- R. Tilleur FC (vice-kampioen 3A)
- KVG Oostende (kampioen 3B)
- RAEC Mons (vice-kampioen 3B)
- RAA Louviéroise (winnaar eindronde)

## Degraderende teams
Deze teams degradeerden naar Vierde Klasse op het eind van het seizoen:
- AS Herstalienne (rechtstreeks uit 3A)
- RCS Verviétois (rechtstreeks uit 3A)
- R. Dinant FC (rechtstreeks uit 3B)
- RCS La Forestoise (rechtstreeks uit 3B)

## Eindstand
| Legende                                |
| -------------------------------------- |
| Kampioen + promotie naar Tweede Klasse |
| Promotie naar Tweede Klasse            |
| Promotie-eindronde                     |
| Degradatie naar Vierde Klasse          |

### Derde Klasse A
|   |    |                       | P  | W  | G  | V  | +  | -  | DS  | Ptn |
| - | -- | --------------------- | -- | -- | -- | -- | -- | -- | --- | --- |
| K | 1  | K. Waterschei SV Thor | 30 | 20 | 8  | 2  | 74 | 21 | 53  | 48  |
| P | 2  | R. Tilleur FC         | 30 | 20 | 5  | 5  | 71 | 33 | 38  | 45  |
| E | 3  | UR Namur              | 30 | 18 | 7  | 5  | 61 | 30 | 31  | 43  |
|   | 4  | KFC Herentals         | 30 | 17 | 5  | 8  | 42 | 27 | 15  | 39  |
|   | 5  | Patro Eisden          | 30 | 15 | 9  | 6  | 47 | 32 | 15  | 39  |
|   | 6  | VV Overpelt-Fabriek   | 30 | 15 | 4  | 11 | 53 | 45 | 8   | 34  |
|   | 7  | KSC Hasselt           | 30 | 13 | 8  | 9  | 43 | 35 | 8   | 34  |
|   | 8  | Hoeselt VV            | 30 | 14 | 5  | 11 | 52 | 43 | 9   | 33  |
|   | 9  | KFC Dessel Sport      | 30 | 10 | 6  | 14 | 44 | 45 | −1  | 26  |
|   | 10 | Witgoor Sport Dessel  | 30 | 8  | 6  | 16 | 34 | 56 | −22 | 22  |
|   | 11 | KVV Looi Sport        | 30 | 7  | 8  | 15 | 28 | 45 | −17 | 22  |
|   | 12 | K. Helzold FC Zolder  | 30 | 7  | 7  | 16 | 28 | 55 | −27 | 21  |
|   | 13 | R. Stade Waremmien FC | 30 | 7  | 6  | 17 | 26 | 44 | −18 | 20  |
|   | 14 | Léopold Club Bastogne | 30 | 8  | 3  | 19 | 20 | 50 | −30 | 19  |
| D | 15 | AS Herstalienne       | 30 | 6  | 17 | 17 | 32 | 55 | −23 | 19  |
| D | 16 | RCS Verviétois        | 30 | 5  | 6  | 19 | 19 | 58 | −39 | 16  |

### Derde Klasse B
|   |    |                         | P  | W  | G  | V  | +  | -  | DS  | Ptn |
| - | -- | ----------------------- | -- | -- | -- | -- | -- | -- | --- | --- |
| K | 1  | KVG Oostende            | 30 | 22 | 6  | 2  | 59 | 16 | 43  | 50  |
| P | 2  | RAEC Mons               | 30 | 17 | 8  | 5  | 52 | 25 | 27  | 42  |
| E | 3  | RAA Louviéroise         | 30 | 13 | 12 | 5  | 52 | 22 | 30  | 38  |
|   | 4  | KSC Eendracht Aalst     | 30 | 15 | 6  | 9  | 40 | 29 | 11  | 36  |
|   | 5  | KSV Sottegem            | 30 | 9  | 15 | 6  | 30 | 25 | 5   | 33  |
|   | 6  | FC Denderleeuw          | 30 | 12 | 8  | 10 | 37 | 25 | 12  | 32  |
|   | 7  | KSV Oudenaarde          | 30 | 12 | 7  | 11 | 41 | 44 | −3  | 31  |
|   | 8  | KSK Roeselare           | 30 | 10 | 9  | 11 | 38 | 47 | −9  | 29  |
|   | 9  | Racing Jet de Bruxelles | 30 | 9  | 9  | 12 | 33 | 33 | 0   | 27  |
|   | 10 | KSC Menen               | 30 | 10 | 6  | 14 | 39 | 51 | −12 | 26  |
|   | 11 | K. White Star Lauwe     | 30 | 10 | 5  | 15 | 39 | 59 | −20 | 25  |
|   | 12 | KFC Eendracht Zele      | 30 | 9  | 7  | 14 | 47 | 50 | −3  | 25  |
|   | 13 | Puurs Excelsior FC      | 30 | 7  | 10 | 13 | 21 | 34 | −13 | 24  |
|   | 14 | RRC Tournai             | 30 | 7  | 8  | 15 | 35 | 45 | −10 | 22  |
| D | 15 | R. Dinant FC            | 30 | 7  | 7  | 16 | 32 | 61 | −29 | 21  |
| D | 16 | RCS La Forestoise       | 30 | 7  | 5  | 18 | 26 | 55 | −29 | 19  |

## Titelwedstrijd Derde Klasse
De twee teams die kampioen werden in hun reeks, K. Waterschei SV Thor en KVG Oostende, speelden een heen -en terugwedstrijd om te bepalen wie de winnaar van Derde Klasse zou worden.
| Datum      | Wedstrijd                            | Uitslag |
| ---------- | ------------------------------------ | ------- |
| 28/04/1974 | KVG Oostende - K. Waterschei SV Thor | 2-2     |
| 05/05/1974 | K. Waterschei SV Thor - KVG Oostende | 2-1     |

## Promotie-eindronde
De teams die 3e eindigden in hun reeks, UR Namur en RAA Louviéroise, namen het in de eindronde op tegen K. Sint-Niklase SK en KAA Gent. Laatst genoemde teams eindigden respectievelijk voorlaatste en laatste in Tweede Klasse. De teams die op de eerste twee plaatsen eindigden zouden promoveren en/of het behoud afdwingen.
Speeldag 1
| Datum      | Wedstrijd                            | Uitslag |
| ---------- | ------------------------------------ | ------- |
| 12/05/1974 | KAA Gent - UR Namur                  | 3-0     |
| 12/05/1974 | K. Sint-Niklase SK - RAA Louviéroise | 2-0     |

Speeldag 2
| Datum      | Wedstrijd                     | Uitslag |
| ---------- | ----------------------------- | ------- |
| 16/05/1974 | K. Sint-Niklase SK - UR Namur | 1-1     |
| 16/05/1974 | RAA Louviéroise - KAA Gent    | 3-0     |

Speeldag 3
| Datum      | Wedstrijd                     | Uitslag |
| ---------- | ----------------------------- | ------- |
| 19/05/1974 | UR Namur - RAA Louviéroise    | 1-1     |
| 19/05/1974 | KAA Gent - K. Sint-Niklase SK | 1-3     |

Speeldag 4
| Datum      | Wedstrijd                            | Uitslag |
| ---------- | ------------------------------------ | ------- |
| 23/05/1974 | UR Namur - KAA Gent                  | 1-2     |
| 23/05/1974 | RAA Louviéroise - K. Sint-Niklase SK | 0-0     |

Speeldag 5
| Datum      | Wedstrijd                     | Uitslag |
| ---------- | ----------------------------- | ------- |
| 26/05/1974 | RAA Louviéroise - UR Namur    | 2-0     |
| 26/05/1974 | K. Sint-Niklase SK - KAA Gent | 1-1     |

Speeldag 6
| Datum      | Wedstrijd                     | Uitslag |
| ---------- | ----------------------------- | ------- |
| 30/05/1974 | UR Namur - K. Sint-Niklase SK | 0-0     |
| 30/05/1974 | KAA Gent - RAA Louviéroise    | 0-1     |

Stand
|  |   |                    | P | W | G | V | + | - | DS | Ptn |
|  | - | ------------------ | - | - | - | - | - | - | -- | --- |
|  | 1 | RAA Louviéroise    | 6 | 3 | 2 | 1 | 7 | 3 | 4  | 8   |
|  | 2 | K. Sint-Niklase SK | 6 | 2 | 4 | 0 | 7 | 3 | 4  | 7   |
|  | 3 | KAA Gent           | 6 | 2 | 1 | 3 | 7 | 9 | −2 | 5   |
|  | 4 | UR Namur           | 6 | 0 | 3 | 3 | 3 | 9 | −6 | 2   |

## Testwedstrijd degradatie
De teams die voorlaatste eindigden in hun reeks, AS Herstalienne en R. Dinant FC, speelden een wedstrijd voor het geval er een extra plaats zou vrijkomen in Derde Klasse.
| Datum      | Wedstrijd                      | Uitslag |
| ---------- | ------------------------------ | ------- |
| 28/04/1974 | AS Herstalienne - R. Dinant FC | 0-5     |